# Митчелл, Донован
Донован Вернелл Митчелл-младший (англ. Donovan Vernell Mitchell Jr.; род. 7 сентября 1996 года в Элмсфорде, Нью-Йорк, США) — американский баскетболист, выступающий за клуб НБА «Кливленд Кавальерс». Играет на позиции атакующего защитника. Был выбран на драфте НБА 2017 года в первом раунде под общим 13-м номером командой «Денвер Наггетс». В своём дебютном сезоне в НБА был включён в первую сборную новичков.

## НБА

### Юта Джаз (2017—2022)
22 июня 2017 года Донован Митчелл был выбран на драфте НБА под общим 13-м номером командой «Денвер Наггетс». Игрока сразу же обменяли в «Юта Джаз» на Трея Лайлза и права с драфта на Тайлера Лайдона. 5 июля он подписал контракт с «Ютой». 11 июля 2017 года в матче против «Мемфис Гриззлис» в летней лиге НБА он набрал 37 очков. В первом матче регулярного сезона НБА за «Джаз» Митчелл вышел в стартовой пятерке. На его счету во встрече против «Денвер Наггетс» было 10 очков. 1 декабря 2017 года в поединке против «Нью-Орлеан Пеликанс» игрок впервые в НБА набрал 41 очко. 4 января 2018 года НБА впервые назвала Донована Митчелла новичком месяца Западной конференции. 15 января 2018 года Донован стал первым новичком в истории «Джаз», который в своем дебютном сезоне набирал 20 очков и более в 20 матчах регулярного сезона. Он превзошел достижение Карла Мэлоуна, на счету которого было 19 игр с 20 очками и более. 1 февраля 2018 года игрок вновь был назван новичком месяца Западной конференции. 2 февраля 2018 года в матче против «Финикс Санз» на счету Донована было 40 очков.
Первоначально Донован Митчелл был приглашен участвовать в конкурсе умений 2018 года. Однако, 5 февраля 2018 года он был назван официальной заменой Аарону Гордону в слэм-данк контесте. Бадди Хилд выступил вместо него в конкурсе умений. Донован набрал в каждом раунде слэм-данк контеста по 98 баллов, и стал победителем конкурса по броскам сверху.
1 марта 2018 года Донован Митчелл был назван новичком месяца Западной конференции в третий раз подряд. 10 апреля Донован стал первым новичком в истории НБА, который забил 186 трёхочковых бросков в регулярном сезоне. 12 апреля 2018 года его назвали новичком месяца Западной конференции в четвертый раз подряд.
В пятом матче второго раунда плей-офф 2017/18 года установил рекорд для новичка сезона, набрав в третьей четверти 22 очка.

### Кливленд Кавальерс (2022—настоящее время)

#### Сезон 2022/23
1 сентября 2022 года был обменян в «Кливленд Кавальерс».
2 января 2023 года Митчелл набрал 71 очко в игре против «Чикаго Буллз» (145-134 ОТ). Митчелл реализовал 22 из 34 бросков с игры (в том числе 7 из 15 трёхочковых) и 20 из 25 штрафных. Он стал седьмым игроком в истории НБА, набравшим не менее 70 очков за матч. В этом матче также сделал 8 подборов и 11 передач (первый случай в истории, когда баскетболист набрал 70 очков и сделал 10 передач).
31 марта 2023 года Митчелл повторил рекорд Леброна Джеймса по количеству матчей с 40 и более очками за один сезон в истории «Кавальерс».
15 апреля 2023 года Митчелл в своем дебютном матче в плей-офф в составе «Кавальерс» набрал 38 очков, пять подборов, восемь передач и три перехвата. Набрав 38 очков, Митчелл установил рекорд франшизы по количеству очков в дебютном матче в плей-офф.

#### Сезон 2023/24
3 марта 2024 года Митчелл сломал нос, получив удар локтем от партнера по команде Тристана Томпсона, из-за чего был вынужден пропустить игру 18 марта против «Индианы Пэйсерс». В марте у Митчелла также образовался костный ушиб левого колена, из-за чего он пропустил семь игр. 11 марта Митчелл был отправлен в лигу Джи-Лигу НБА, а через день был вызван из нее. 19 марта Митчелл перенес операцию по устранению перелома носа, из-за чего был не допущен к играм как минимум на неделю.
В 6-й игре первого раунда плей-офф против «Орландо Мэджик» Митчелл набрал 50 очков в поражении со счетом 96:103. Он набрал 52,1% очков «Кавальерс» в 6-й игре, что является самым большим показателем в истории НБА для игрока, имевшего возможность выиграть серию плей-офф. Единственным игроком, набравшим не менее половины очков своей команды в решающем матче, был Майкл Джордан в 6-й игре финала НБА 1998 года. 5 мая Митчелл набрал 39 очков, девять подборов и пять передач в 7-й игре в победе со счетом 106-94, благодаря чему «Кавальерс» вышли в полуфинал Восточной конференции, обойдя «Мэджик». Кливленд» выиграл свою первую серию плей-офф без Леброна Джеймса с 1993 года.

#### Сезон 2024/25
7 июля 2024 года «Кавальерс» подписали с Митчеллом новый контракт. 2 ноября Митчелл забил победный бросок в игре с «Милуоки Бакс» и набрал 30 очков, три подбора и четыре передачи в победе со счетом 114-113. 25 января 2025 года Митчелл был включен в состав стартового состава Восточной конференции на Игре всех звезд НБА 2025 года, что стало шестым подряд выбором и вторым выбором в качестве игрока стартового состава.
15 февраля 2025 года Митчелл вместе со своим партнером по команде Эваном Мобли выиграли конкурс мастерства.
4 мая Митчелл в первом матче серии против «Индианы Пейсерс» (112:121) набрал 33 очка и обновил рекорд, ранее принадлежащий Майклу Джордану по количеству первых игр серий плей-офф с 30 очками и более. На счету игрока «Кавальерс» 8 таких игр.
11 мая в четвертом матче серии против «Индианы Пейсерс» Митчелл получил травму голеностопа и досрочно покинул площадку. В этой встрече Митчелл отыграл 20 минут и набрал 12 очков. 

## Статистика

### Статистика в НБА
| Сезон                                                                                    | Команда  | Регулярный сезон | Регулярный сезон | Регулярный сезон | Регулярный сезон | Регулярный сезон | Регулярный сезон | Регулярный сезон | Регулярный сезон | Регулярный сезон | Регулярный сезон | Регулярный сезон | Серия плей-офф | Серия плей-офф | Серия плей-офф | Серия плей-офф | Серия плей-офф | Серия плей-офф | Серия плей-офф | Серия плей-офф | Серия плей-офф | Серия плей-офф | Серия плей-офф |
| Сезон                                                                                    | Команда  | GP               | GS               | MPG              | FG%              | 3P%              | FT%              | RPG              | APG              | SPG              | BPG              | PPG              | GP             | GS             | MPG            | FG%            | 3P%            | FT%            | RPG            | APG            | SPG            | BPG            | PPG            |
| ---------------------------------------------------------------------------------------- | -------- | ---------------- | ---------------- | ---------------- | ---------------- | ---------------- | ---------------- | ---------------- | ---------------- | ---------------- | ---------------- | ---------------- | -------------- | -------------- | -------------- | -------------- | -------------- | -------------- | -------------- | -------------- | -------------- | -------------- | -------------- |
| 2017/18                                                                                  | Юта      | 79               | 71               | 33,4             | 43,7             | 34,0             | 80,5             | 3,7              | 3,7              | 1,5              | 0,3              | 20,5             | 11             | 11             | 37,4           | 42,0           | 31,3           | 90,7           | 5,9            | 4,2            | 1,5            | 0,4            | 24,4           |
| 2018/19                                                                                  | Юта      | 77               | 77               | 33,7             | 43,2             | 36,2             | 80,6             | 4,1              | 4,2              | 1,4              | 0,4              | 23,8             | 5              | 5              | 38,6           | 32,1           | 25,6           | 72,7           | 5,0            | 3,2            | 1,6            | 0,2            | 21,4           |
| 2019/20                                                                                  | Юта      | 69               | 69               | 34,3             | 44,9             | 36,6             | 86,3             | 4,4              | 4,3              | 1,0              | 0,2              | 24,0             | 7              | 7              | 37,7           | 52,9           | 51,6           | 94,8           | 5,0            | 4,9            | 1,0            | 0,3            | 36,3           |
| 2020/21                                                                                  | Юта      | 53               | 53               | 33,4             | 43,8             | 38,6             | 84,5             | 4,4              | 5,2              | 1,0              | 0,3              | 26,4             | 10             | 10             | 34,6           | 44,7           | 43,5           | 82,9           | 4,2            | 5,5            | 1,1            | 0,2            | 32,3           |
| 2021/22                                                                                  | Юта      | 67               | 67               | 33,8             | 44,8             | 35,5             | 85,3             | 4,2              | 5,3              | 1,5              | 0,2              | 25,9             | 6              | 6              | 38,3           | 39,8           | 20,8           | 88,1           | 4,3            | 5,7            | 0,7            | 0,5            | 25,5           |
| 2022/23                                                                                  | Кливленд | 68               | 68               | 35,8             | 48,4             | 38,6             | 86,7             | 4,3              | 4,4              | 1,5              | 0,4              | 28,3             | 5              | 5              | 41,3           | 43,3           | 28,9           | 72,2           | 5,0            | 7,2            | 2,0            | 0,6            | 23,2           |
| 2023/24                                                                                  | Кливленд | 55               | 55               | 35,3             | 46,2             | 36,8             | 86,5             | 5,1              | 6,1              | 1,8              | 0,5              | 26,6             | 10             | 10             | 38,2           | 47,6           | 35,4           | 81,5           | 5,4            | 4,7            | 1,3            | 0,3            | 29,6           |
|                                                                                          | Всего    | 468              | 460              | 34,2             | 45,0             | 36,6             | 84,3             | 4,3              | 4,6              | 1,4              | 0,3              | 24,8             | 54             | 54             | 37,6           | 43,9           | 35,8           | 84,8           | 5,0            | 5,0            | 1,3            | 0,3            | 28,1           |
| Наведите курсор мыши на аббревиатуры в заголовке таблицы, чтобы прочесть их расшифровку. |          |                  |                  |                  |                  |                  |                  |                  |                  |                  |                  |                  |                |                |                |                |                |                |                |                |                |                |                |

### Статистика в NCAA
| Сезон | Команда  | Conf  | Class | GP | GS | MPG  | FG%  | 3P%  | FT%  | RPG | APG | SPG | BPG | PPG  |
| --- | -------- | ----- | ----- | -- | -- | ---- | ---- | ---- | ---- | --- | --- | --- | --- | ---- |
| 2015/16 | Луисвилл | ACC   | FR    | 31 | 5  | 19,1 | 44,2 | 25,0 | 75,4 | 3,4 | 1,7 | 0,8 | 0,1 | 7,4  |
| 2016/17 | Луисвилл | ACC   | SO    | 34 | 33 | 32,3 | 40,8 | 35,4 | 80,6 | 4,9 | 2,7 | 2,1 | 0,5 | 15,6 |
| Всего | Всего    | Всего | Всего | 65 | 38 | 26,0 | 41,8 | 32,9 | 78,8 | 4,1 | 2,2 | 1,5 | 0,3 | 11,7 |
| Наведите курсор мыши на аббревиатуры в заголовке таблицы, чтобы прочесть их расшифровку Статистика приведена с сайта sports-reference.com |          |       |       |    |    |      |      |      |      |     |     |     |     |      |